# Détachements aériens spécialisés de la Garde nationale russe
 (novembre 2023).
La mise en forme du texte ne suit pas les recommandations de Wikipédia : il faut le « wikifier ».
Les points d'amélioration suivants sont les cas les plus fréquents. Le détail des points à revoir est peut-être précisé sur la page de discussion.
- Les titres sont pré-formatés par le logiciel. Ils ne sont ni en capitales, ni en gras.
- Le texte ne doit pas être écrit en capitales (les noms de famille non plus), ni en gras, ni en italique, ni en « petit »…
- Le gras n'est utilisé que pour surligner le titre de l'article dans l'introduction, une seule fois.
- L'italique est rarement utilisé : mots en langue étrangère, titres d'œuvres, noms de bateaux, etc.
- Les citations ne sont pas en italique mais en corps de texte normal. Elles sont entourées par des guillemets français : « et ».
- Les listes à puces sont à éviter, des paragraphes rédigés étant largement préférés. Les tableaux sont à réserver à la présentation de données structurées (résultats, etc.).
- Les appels de note de bas de page (petits chiffres en exposant, introduits par l'outil «  Source ») sont à placer entre la fin de phrase et le point final[comme ça].
- Les liens internes (vers d'autres articles de Wikipédia) sont à choisir avec parcimonie. Créez des liens vers des articles approfondissant le sujet. Les termes génériques sans rapport avec le sujet sont à éviter, ainsi que les répétitions de liens vers un même terme.
- Les liens externes sont à placer uniquement dans une section « Liens externes », à la fin de l'article. Ces liens sont à choisir avec parcimonie suivant les règles définies. Si un lien sert de source à l'article, son insertion dans le texte est à faire par les notes de bas de page.
- La présentation des références doit suivre les conventions bibliographiques. Il est recommandé d'utiliser les modèles {{Ouvrage}}, {{Chapitre}}, {{Article}}, {{Lien web}} et/ou {{Bibliographie}}. Le mode d'édition visuel peut mettre en forme automatiquement les références.
- Insérer une infobox (cadre d'informations à droite) n'est pas obligatoire pour parachever la mise en page.

Pour une aide détaillée, merci de consulter Aide:Wikification.
Si vous pensez que ces points ont été résolus, vous pouvez retirer ce bandeau et améliorer la mise en forme d'un autre article.
 (juin 2025).
 (novembre 2023).
- Si vous ne connaissez pas le sujet, laissez ce bandeau (vous pouvez alors contacter les auteurs).
- Si vous supprimez le contenu mis en cause (vous pouvez préalablement contacter les auteurs),

argumentez précisément cette suppression dans la page de discussion
(un manque de référence n'est pas un argument ; une recherche réelle de référence doit avoir été effectuée, être formellement documentée).
Les unités militaires et détachements aériens de la Garde nationale russe sont des unités militaires et des détachements faisant partie intégrante de la structure de commandement des forces de la Garde nationale de la fédération de Russie.

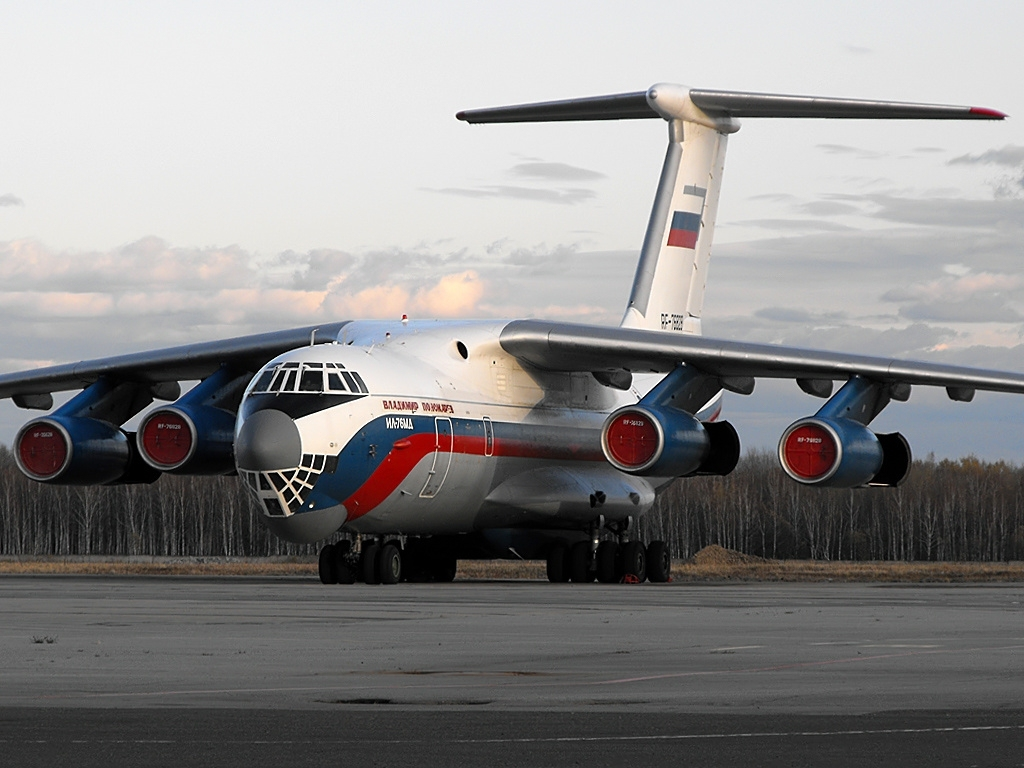
Il-76 de la Garde nationale de la fédération de Russie

Le commandant de la direction générale de l'aviation est également celui de l'aviation du Service fédéral des troupes de la Garde nationale de la fédération de Russie, Alexandre Ivanovitch Afinogentov.
L'aviation des troupes de la Garde nationale résulte de la fusion opérée entre l'aviation des troupes à usage interne du ministère de l'Intérieur russe et de l'aviation des organes des affaires intérieures de la fédération de Russie lors de la création du Service fédéral des troupes de la Garde nationale de la fédération de Russie, opérée en 2016. L'histoire de cette composante aéroportée remonte à la création, en 1978, de la première unité militaire aérienne des troupes internes du ministère de l'Intérieur de l'URSS. En 1978, l'aviation des troupes intérieures du ministère de l'Intérieur de l'URSS a été créée ex nihilo. Toutefois, elle a été instituée précisément comme une force aérienne de maintien de l’ordre.

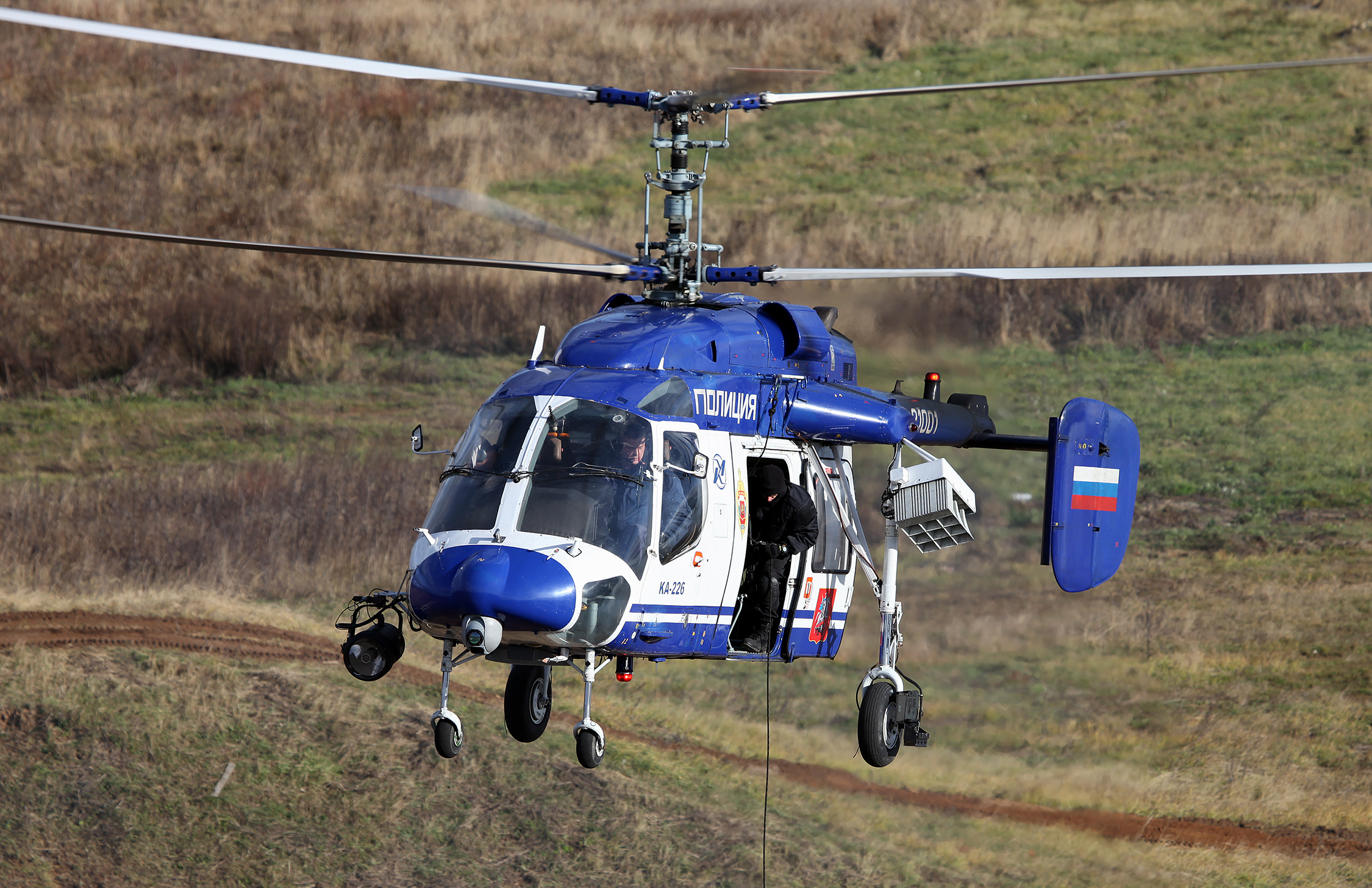
Un hélicoptère Ka-226 des DAS de la Garde nationale russe (la photo a été prise en 2013, soit avant la création de la Garde nationale russe, d'où l'inscription Police sur l'hélicoptère)

Les détachements aériens spécialisés (DAS) sont des formations conçues pour fournir un soutien aérien aux actions des unités spécialisées dans les opérations relevant de la protection de l'ordre public, de la lutte contre la criminalité, de la lutte contre l'extrémisme et le terrorisme.
À l'heure actuelle, la procédure de reconversiou personnel des DAS vers un service militaire relevant d'un régime simplifié, sans procédure de repassage des exigences en matière de qualifications, sans certificat ni examen médical et/ou vérification du niveau d'éducation, des qualifications et la préparation physique ,. Le 1er décembre 2020, tous les détachements aériens ont été transférés vers un service militaire, retirés des directions territoriales et transférés aux escadrons d'aviation relevant des districts de la Garde nationale de la fédération de Russie.
Le 25 octobre 2023, en vertu d'une ordonnance du gouvernment, les unités de détachements aériens spéciaux ont été réinsérées au sein des directions territoriales des troupes de la Garde nationale de la fédération de Russie.

## Histoire
Le 3 mars 1978 fut créée la direction aérienne du commandement général du ministère de l'Intérieur de l'URSS. Au printemps de l'année suivante, la première unité d'ambulances aériennes du ministère de l'Intérieur fut créée à Khabarovsk ; elle comprenait un avion An-26 et 15 hélicoptères Mi-8. Ces appareils étaient basés non seulement à Khabarovsk, mais également à Tchita, où stationnait une unité aérienne distincte du 1er escadron d'ambulances aériennes (composé de 4 Mi-8).
En 1980, à Khabarovsk, le 2e escadron d'ambulances aériennes fut constitué à partir des effectifs du 1er escadron, et fut déployé à Tynda et Nijneangarsk (où il demeura basé).
Après avoir assuré la sécurité des Jeux Olympiques de Moscou en 1980 à Reoutov (une ville de la banlieue de Moscou) depuis la base de la division spéciale Félix Dzerjinski, une escadrille de trois Mi-8 fut « plantée » à cet endroit.
Par la suite, le 3e escadron spécialisé d'ambulances aériennes fut formé en « confisquant » les avions et les hélicoptères du 1er et du 2e en 1981. Ses hélicoptères étaient basés à Reoutov (Nouveau Village) et ses avions à Tchkalovskaïa. Les livraisons d'An-72 ont  commencé à cet endroit, en 1987.
Le 3e escadron spécialisé d'ambulances aériennes pouvait compter, en sus de celles mentionnées ci-dessus, comprenait trois autres bases : une à Novossibirsk, une à Sverdlovsk (créée en 1982) et une à Syktyvkar (créée en 1984). Ils étaient équipés d'hélicoptères Mi-8. D'autres escadrons d'ambulances aériennes furent constitués à Gorki en 1989 et à Rostov-sur-le-Don en 1991.
En 1987, le 2e escadron d'ambulances aériennes fut redéployé sur l'aérodrome de Tchita (Tchereomouchki).
Dans la seconde moitié des années 1980. Les avions An-72 (avion 5, aérodrome de Chkalovsky ) et Il-76 (avion 10, Gorki, rebaptisé plus tard Nijni Novgorod) ont commencé à entrer en service dans l'aviation du ministère de l'Intérieur. L'une des raisons en était la nécessité de transférer des forces importantes du ministère de l'Intérieur sur de longues distances en raison de la détérioration de la situation de la criminalité dans l'ensemble du pays.
Compte tenu des difficultés d'approvisionnement en équipement aéronautique, on ne dénombrait, en tout et pour tout, qu'environ 25 Mi-8, un An-26, cinq An-72 et dix Il-76 en état de voler dans l'aviation du ministère de l'Intérieur en 1991.
La composante aérienne des troupes du ministère de l'Intérieur était la plus petite de toutes les "petites" aviations (à l'exception de l'aviation de la protection civile). Elle ne comptait pas de régiments d'aviation - seulement des escadrilles aériennes séparées, situés à proximité d'objets protégés à l'importance particulière. Le cadre de déploiement de cette aviation était similaire à celui qui régissait l'aviation préposée à la surveillance des frontières : les hélicoptères étaient positionnés non seulement sur l'aérodrome principal, mais également sur d'autres aérodromes et sites opérationnels.
Entre 1978 et 1994, le chef de composante aérienne des troupes du ministère de l'Intérieur fut le général de division aérienne V.M. Ponomarev.
En dehors de cela, l'URSS disposait en son temps d'une aviation directement inféodée à son ministère de l'Intérieur. A dire vrai, cette dernière n'était pas tout à fait officielle. À partir de la fin des années 1950, ce ministère utilisait, sur la base d'un contrat de location, des avions et des équipages du ministère de l'Aviation civile pour accomplir ses tâches. Les hélicoptères (à la fin des années 1980 et au début des années 1990, des Ka-26 et Mi-2) volaient principalement à des fins de police de la circulation. Les avions transportaient la direction du ministère de l'Intérieur et ses principaux cadres. Mais après l'apparition de l'aviation du ministère de l'Intérieur, à la fin des années 1970, les dirigeants de la police soviétique envisagèrent à leur tour de doter cette dernière de sa propre aviation.
Dans un premier temps, il fut décidé d'acheter uniquement des avions, sans créer de département de l'aviation du ministère de l'Intérieur, puis de les confier à la police régionale de la circulation aérienne (à Khabarovsk, Novossibirsk, Yakoutsk, Perm, Kemerovo, et Moscou). Par exemple, le 14 septembre 1991 fut créé le « Groupe de patrouilles héliportées de la Direction générale des affaires intérieures de la région de Kemerovo ». Il était prévu de fournir des avions à Kiev, Leningrad, Alma-Ata et Rostov.

L'histoire des détachements aériens spécialisés (DAS) commence avec la création d'escadrons aériens au sein du ministère des Affaires intérieures de Russie, sur la base de l'ordonnance du ministre de l'Intérieur intitulée "Sur certaines questions relatives à l'organisation des activités menées par l'aviation des organes des autorités intérieures de la fédération de Russie. En 2016, le président russe a décidé de créer le Service fédéral des troupes de la Garde nationale de Russie, et le décret du président de la fédération de Russie en date du 5 avril 2016 N° 157 prévoyait :
4. Inclure dans la structure du service fédéral des troupes de la garde nationale de la fédération de Russie:

d) le Centre des opérations spéciales des forces d'intervention rapide et de l'aviation du ministère de l'Intérieur de la fédération de Russie et les unités aériennes du ministère de l'Intérieur de la fédération de Russie.
En avril 2020, un escadron d'aviation spécial a été créé à Stavropol, comprenant en son sein les DAS du kraï de Stavropol, de la république du Daghestan, de Kabardino-Balkarie et de la république tchétchène. Un escadron d'aviation spécial du district du Caucase du Nord de la Garde nationale de la fédération de Russie a été formé sous la direction du premier commandant adjoint du district, le lieutenant-général Vladimir Maïstrenko . Les membres de l'escadron d'aviation sont passés sous le régime service militaire à titre expérimental .
À l'avenir, ce changement concernera le reste des unités aériennes de la Garde nationale russe.

## Missions
- transport de personnel et de matériel militaire
- reconnaissance aérienne
- parachutage du personnel
- patrouille
- recherche de personnes recherchées
- répression des infractions sur les autoroutes et soutien aérien au maintien de l'ordre lors d'événements publics
- transfert de forces et de moyens des forces spéciales de la Garde nationale russe et des unités du ministère de l'Intérieur de Russie
- fournir une assistance à d'autres organismes et formations chargés de l'application des lois dans la lutte contre l'extrémisme et le terrorisme
- prêter main-forte à l'exécutif des sujets de la fédération pour ce qui a trait au transport de marchandises, du personnel et de civils

## Armement et équipement

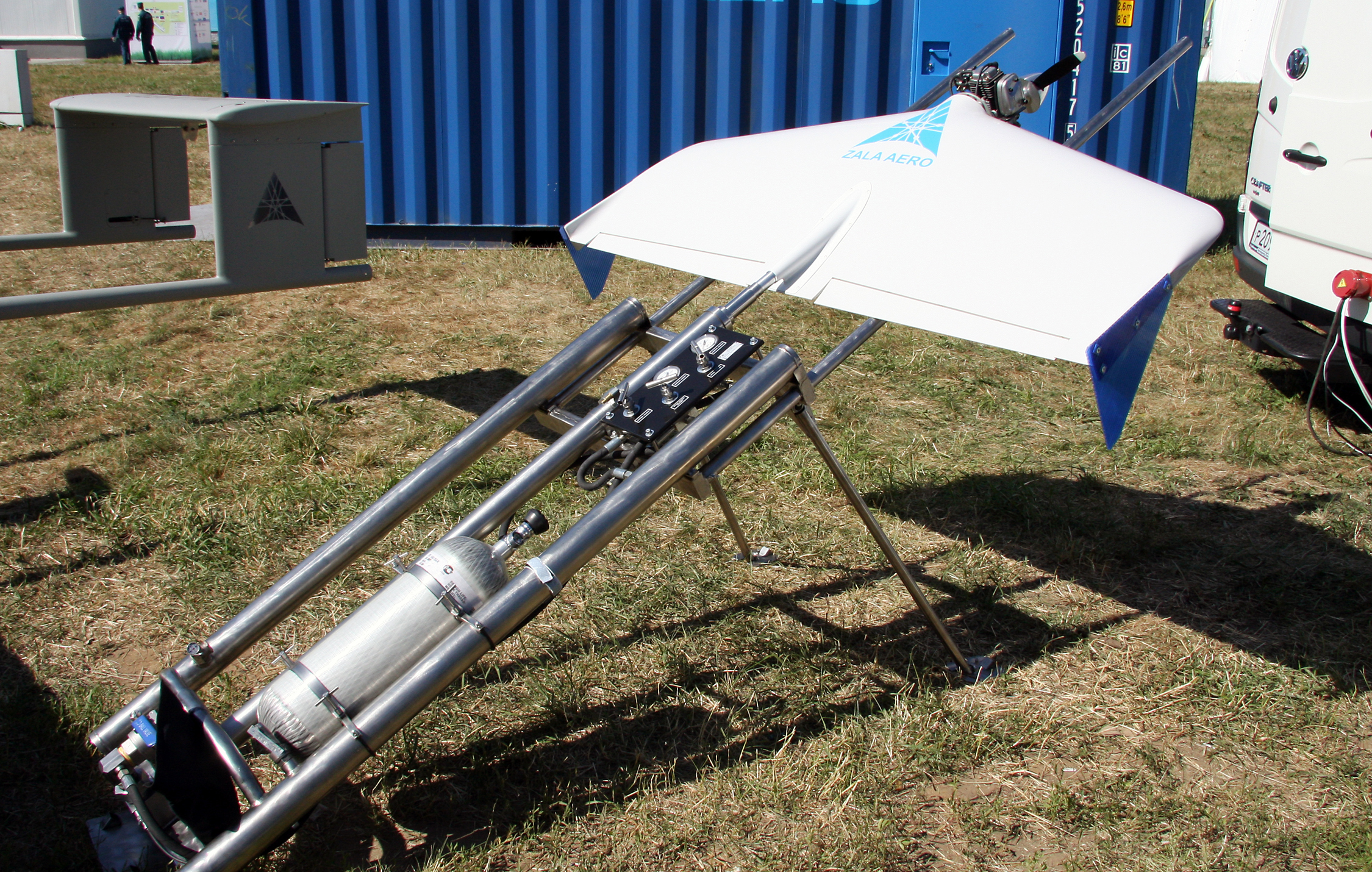
ZALA421-16

Les unités aériennes des troupes de la Garde nationale sont armées d'avions Il-76, An-72, An-12, An-26 ; d'hélicoptères Mi-26, Mi-24P, Mi-8 ayant subi diverses modifications.
Les unités aériennes spéciales sont armées d'hélicoptères Mi-8 ayant subi diverses modifications, de Ka-226, Ansat, R-44, AS-355 Ecureuil, Yak-40, SSJ-100, d'avions L-410, de systèmes d'observation à haute altitude (ballons) Oko-1 [1], Oko-60 ainsi que drones de type hélicoptère et avion (ZALA 421-08, ZALA 421-16E, Hexacopter ZALA 421-21).

## Effectifs
- 70e régiment d'aviation mixte à usage spécial de la Garde nationale de la fédération de Russie, unité militaire 3694 (région de Kalouga, village d'Ermolino)
- 303e régiment d'aviation mixte à usage spécial de la Garde nationale de la fédération de Russie, unité militaire 3553 (région de Moscou, base aérienne de Chkalovsky)
- 675e régiment d'aviation mixte de la Garde nationale de la fédération de Russie, unité militaire 3797 (village de Blijne Borisovo, région de Nijni Novgorod)
- 685e régiment d'aviation mixte à usage spécial, unité militaire 3686 (Rostov-sur-le-Don)
- 142e régiment d'aviation mixte distinct, unité militaire 5592 (Mozdok)
- 1er escadron d'aviation distinct de la Garde nationale de la fédération de Russie, unité militaire 3524 (Khabarovsk)
- 2e escadron d'aviation distinct de la Garde nationale de la fédération de Russie, unité militaire 3543 (Tchita)
- 6e escadron d'aviation spécial de la Garde nationale de la fédération de Russie, unité militaire 3692 (Krasnodar)
- 7e escadron d'aviation distinct de la Garde nationale de la fédération de Russie, unité militaire 3693 (Pouchkine)
- 8e escadron d'aviation distinct de la Garde nationale de la fédération de Russie, unité militaire 3731 (région de Saratov, Engels)
- 9e escadron d'aviation distinct de la Garde nationale de la fédération de Russie, unité militaire 3732 (Ekaterinbourg)
- 10e escadron d'aviation distinct de la Garde nationale de la fédération de Russie, unité militaire 3733 (Novossibirsk)
- 11e escadron d'aviation mixte distinct à usage spécial de la Garde nationale de la fédération de Russie, unité militaire 3734 (Voronej)

15e DAS du district du Caucase du Nord de la Garde nationale, Stavropol
- DAS pour le kraï de Stavropol, Stavropol
- DAS pour la république du Daghestan, Makhatchkala
- DAS pour la république de Kabardino-Balkarie, Naltchik
- DAS pour la république tchétchène, Grozny

DAS "Iastreb" du Centre de commandement spécial des forces de réaction rapide
DAS pour la région de Mourmansk, Mourmansk
DAS pour la région de Saint-Pétersbourg et Leningrad, Saint-Pétersbourg
DAS pour Moscou, Moscou
DAS dans la région de Moscou, Kotelniki
DAS pour la région de Moscou, Baïkonour (à ne pas confondre avec la ville éponyme, située au Kazakhstan)
DAS pour la région de Kaliningrad, Kaliningrad
DAS pour la région de Nijni Novgorod, Nijni Novgorod
DAS pour la république de Crimée, Simféropol
DAS dans le kraï de Krasnodar, Krasnodar
DAS pour la république d'Adyguée, Maïkop
DAS pour la république d'Ingouchie, Magas
DAS pour la région de Rostov, Rostov-sur-le-Don
DAS pour la république de Karatchaï-Tcherkéssie, Tcherkessk
DAS pour la république d'Ossétie du Nord-Alanie, Vladikavkaz
DAS pour la région de Samara, Samara
DAS pour la région d'Astrakhan, Astrakhan
DAS dans la région de Tcheliabinsk, Tcheliabinsk
DAS pour la république du Tatarstan, Kazan
DAS dans le kraï de Perm, Perm
DAS pour la république du Bachkortostan, Oufa
DAS pour la région de Sverdlovsk, Iékaterinbourg
DAS pour la région de Sakhaline, Ioujno-Sakhalinsk
DAS pour la région de Tioumen, Tioumen
DAS dans la région d'Omsk, Omsk
DAS pour la région de Novossibirsk, Novossibirsk
DAS pour la région de Kemerovo, Kemerovo
DAS dans le territoire de l'Altaï, Barnaoul
DAS dans le territoire de Krasnoïarsk, Krasnoïarsk
DAS pour la république de Khakassie, Abakan
DAS pour la République de Tyva, Kyzyl
DAS pour la République de Sakha (Iakoutie), Iakoutsk
DAS pour le kraï de Transbaïkalie, Tchita
DAS pour la région de l'Amour, Blagovechtchensk
DAS dans le territoire de Khabarovsk, Khabarovsk
DAS dans le kraï du Primorié, Vladivostok
DAS dans le kraï du Kamtchatka, Petropavlovsk-Kamchatsky
DAS pour l'okrug autonome de Tchoukotka, Anadyr
DAS pour la région de Sakhaline, Ioujno-Sakhalinsk

## Sources
1. ↑  (ru) « СМИ сообщили о начале реформы спецподразделений Росгвардии »,‎ 10 janvier 2018 (consulté le 3 décembre 2023)
2. ↑  « Федеральный закон от 06.06.2019 № 127-ФЗ » [archive du 3 juillet 2020], publication.pravo.gov.ru (consulté le 3 juillet 2020)
3. ↑  « Приказ Росгвардии от 23.07.2019 № 25 » [archive du 3 juillet 2020], minjust.consultant.ru (consulté le 3 juillet 2020)
4. ↑  (ru) « Постановление Правительства РФ от 24 декабря 2020 г. N 2262 "О внесении изменений в Правила охраны аэропортов и объектов их инфраструктуры" »
5. ↑  (ru) « Постановление Правительства РФ от 25 октября 2023 г. N 1779 "О признании утратившими силу некоторых актов Правительства Российской Федерации" »
6. ↑  « Сергей Дроздов. Была такая авиация... » [archive du 19 janvier 2021], rvsn.ruzhany.info (consulté le 15 décembre 2020)
7. ↑  « О некоторых вопросах организации деятельности авиации органов внутренних дел Российской Федерации, Приказ МВД России от 11 февраля 2004 года № 78 » [archive du 25 septembre 2018], docs.cntd.ru (consulté le 26 avril 2020)
8. ↑  « Вопросы Федеральной службы войск национальной гвардии Российской Федерации » [archive du 24 février 2020], pravo.gov.ru (consulté le 26 avril 2020)
9. ↑  « Росгвардия сформировала на Северном Кавказе новое авиационное подразделение » [archive du 28 octobre 2020], ТАСС (consulté le 13 septembre 2020)
10. ↑  (ru) « Командующий Северо-Кавказским округом Росгвардии провел вечер вопросов и ответов в авиационной эскадрилье | Росгвардия », rosgvard.ru (consulté le 13 septembre 2020)